# 圖雷克

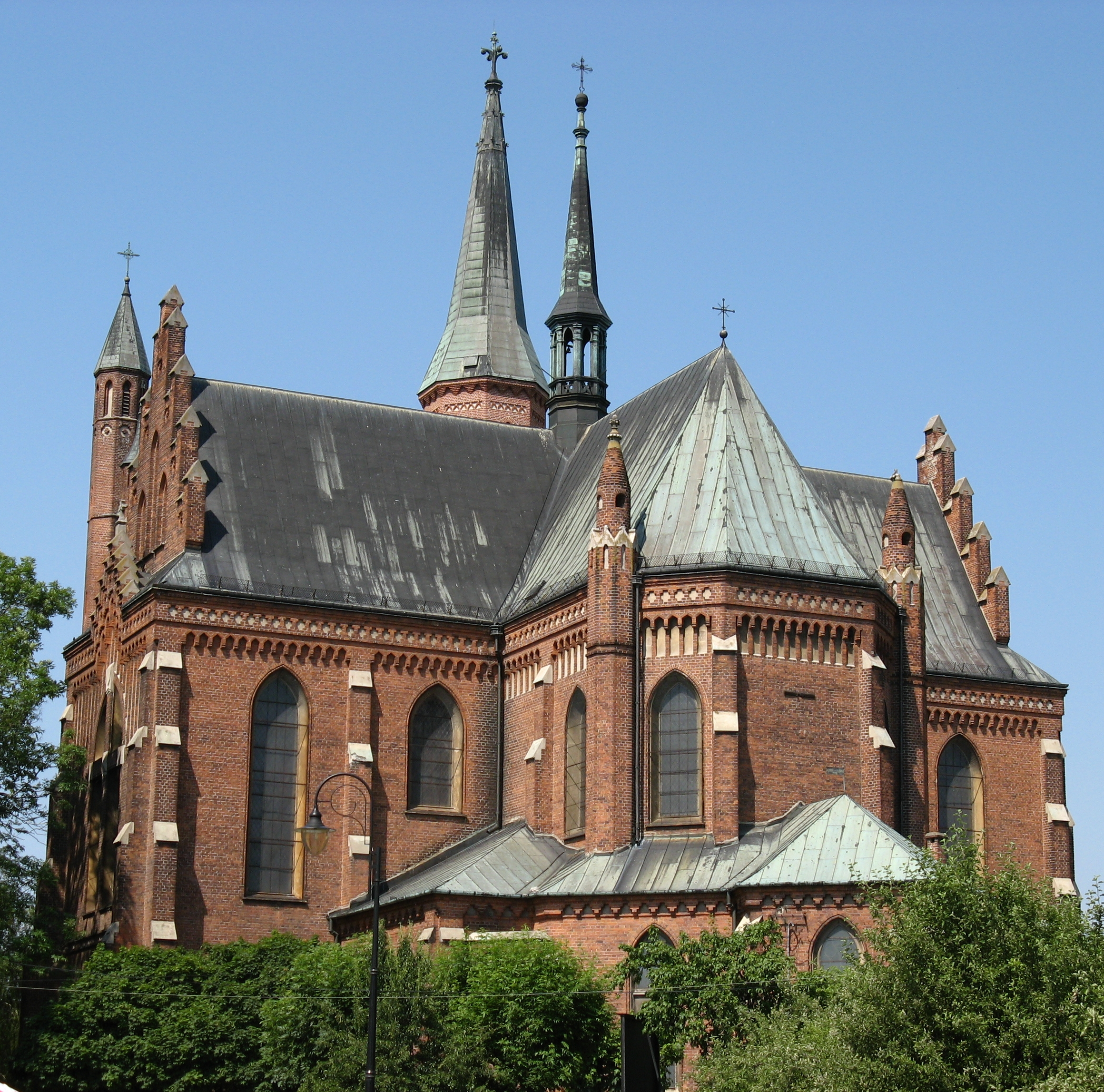

圖雷克（波蘭語： [ˈturɛk]）是波蘭的城鎮，位於該國中部，由大波蘭省負責管轄，始建於十二世紀，面積16.16平方公里，海拔高度113米，2006年人口29,302。在第二次瓜分波蘭中，該鎮在1793年被納入普魯士王國管治範圍。

## 外部連結
- Official town webpage

52°01′N 18°30′E / 52.017°N 18.500°E